# What They'll Say About Us
What They'll Say About Us is een nummer van de Amerikaanse singer-songwriter Finneas uit 2020. Het is de eerste single van zijn debuutalbum Optimist.
"What They'll Say About Us" is een rustige ballad waarin Finneas zichzelf begeleidt op de piano. De tekst is geïnspireerd uit de Black Lives Matter-protesten van dat jaar (waarin Finneas zelf ook meeliep) en het overlijden van de Canadese acteur Nick Codero aan COVID-19. Finneas zelf zat in quarantaine toen hij het nummer schreef. Het nummer flopte in Amerika, maar werd wel een klein hitje in het Nederlandse taalgebied. In Nederland bereikte het de 11e positie in de Tipparade, en in Vlaanderen de 26e positie in de Tipparade.